# Lancia LC2
Lancia LC2 (às vezes referido como um Lancia-Ferrari) foi uma série de carros de corrida construído pela fabricante de automóveis italiana Lancia e movidos por motores construídos por sua empresa irmã, a Ferrari. Eles foram parte do esforço oficial da Lancia na WSC de 1983-1986, embora continuassem a ser utilizado por equipes privadas até 1991. Também foi o primeiro protótipo a respeitar as últimas regulamentações do Group C, antes do mesmo ter sido extinguido.
Mais poderoso do que seu concorrente principal, o Porsche 956, o LC2 foram capazes de assegurar vários pole positions durante suas três temporadas e meia com a equipa de fábrica Martini Racing. Entretanto, a confiabilidade e nomeadamente o consumo de combustível prejudicou os esforços do LC2 para vencer corridad contra Porsche. O LC2 ganhou três vitórias consecutivas sobre sua vida nas mãos de pilotos italianos Teo Fabi, Riccardo Patrese, Alessandro Nannini, e Mauro Baldi, assim como o alemão Hans Heyer e o francês Bob Wollek.
O protótipo teve uma humilde participação nas 24 Horas de Le Mans onde obteve um melhor resultado com a 6º colocação nas 24 Horas de Le Mans 1985.